# Chris Van den Durpel

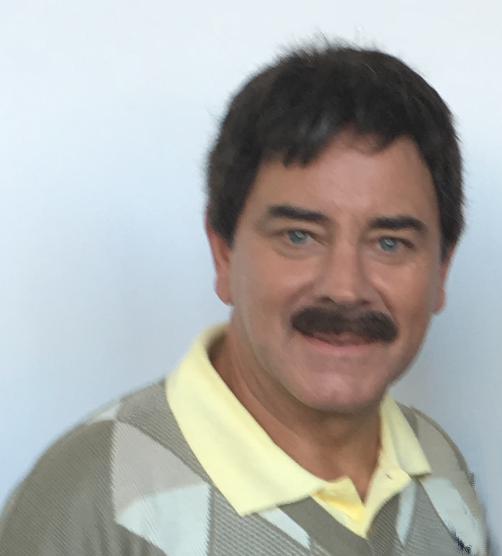
Chris Van den Durpel (2016)

Christiaan Van den Durpel (* 7. Oktober 1960 in Lokeren, Flandern) ist ein belgischer Schauspieler, Synchronsprecher, Komiker und Drehbuchautor.

## Leben und Wirken
Chris Van den Durpel wuchs gemeinsam mit seinem älteren Bruder, dem Musiker Daan Van den Durpel (* 1952), in Lokeren auf.
Er steht seit 1986 als Schauspieler vor der Kamera und wirkte bislang in mehr als 30 Film-und-Fernsehproduktionen mit. Er ist vereinzelt am Theater tätig, wo er oftmals in Kabarett-Programmen oder in Musicals auf der Bühne steht. Er tritt auch als Stand-up-Comedian in belgischen Fernsehshows auf und betätigt sich als Drehbuchautor für Filme und Fernsehserien.
Er ist seit den 1990er-Jahren auch umfangreich als Synchronsprecher aktiv. Er lieh dabei Figuren in Zeichentrickfilmen und Animationsfilmen wie beispielsweise Ice Age, Shrek, Tim und Struppi, dem sprechenden Auto ROX in der belgischen Kinderserie Mega Mindy und Homer Simpson in Die Simpsons – Der Film seine Stimme. Zudem war er auch Sprecher bei Videospielen wie War Robots.
Chris Van den Durpel ist Vater von zwei Söhnen.